# Micaela Ramazzotti
Micaela Ramazzotti (Rome, 17 januari 1979) is een Italiaans actrice.

## Biografie
Micaela Ramazzotti werd in 1979 geboren in Rome. Op dertienjarige leeftijd werd  ze reeds gekozen voor een fotostrip in het tienertijdschrift "Cioè". In dezelfde periode begon ze met dictie- en acteerlessen. In 1998 krijgt ze haar eerste rolletje in de televisieserie Una donna per amico en in 1999 had ze haar eerste hoofdrol in de film La prima volta.
Ramazzotti werd verscheidene malen genomineerd voor de Italiaanse filmprijzen David di Donatello en Nastro d'Argento en won in 2010 beide prijzen voor haar hoofdrol in La prima cosa bella.
Ramazzotti is sinds 2009 gehuwd met de Italiaanse regisseur Paolo Virzì die ze leerde kennen op de set van Tutta la vita davanti en ze hebben samen twee kinderen, Jacopo (2010) en Anna (2013).

## Filmografie
(exclusief televisieseries)
- La prima volta (1999)
- La via degli angeli (1999)
- Vacanze di Natale 2000 (1999)
- Zora la vampira (2000]
- Commedia sexy (2001)
- La sagoma (kortfilm, 2003)
- Sexum superando - Isabella Morra (2005)
- Non prendere impegni stasera (2006)
- Tutta la vita davanti (2008)
- Questione di cuore (2009)
- Ce n'è per tutti (2009)
- La prima cosa bella (2010)
- Il cuore grande delle ragazze (2011)
- Posti in piedi in paradiso (2012)
- Bellas mariposas (2012)
- Anni felici (2013)
- Più buio di mezzanotte (2014)
- Il nome del figlio (2015)
- Ho ucciso Napoleone (2015)
- La pazza gioia (2016)
- Qualcosa di nuovo (2016)
- La tenerezza (2017)
- Una famiglia (2017)
- Una storia senza nome (2018)
- Ti presento Sofia (2018)
- Vivere (2019)
- Gli anni più belli (2020)

## Prijzen en nominaties
De belangrijkste:
| Jaar | Prijs                    | Categorie                    | Film                                                        | Uitslag  |
| ---- | ------------------------ | ---------------------------- | ----------------------------------------------------------- | -------- |
| 2016 | Nastro d'Argento         | Beste vrouwelijke hoofdrol   | La pazza gioia (samen met Valeria Bruni Tedeschi)           | Gewonnen |
| 2016 | Nastro d'Argento         | Premio Wella per l'immagine  | La pazza gioia (samen met Valeria Bruni Tedeschi)           | Gewonnen |
| 2015 | Nastro d'Argento         | Beste vrouwelijke bijrol     | Il nome del figlio                                          | Gewonnen |
| 2012 | Nastro d'Argento         | Beste vrouwelijke hoofdrol   | Posti in piedi in paradiso en Il cuore grande delle ragazze | Gewonnen |
| 2010 | Premi David di Donatello | Beste vrouwelijke hoofdrol   | La prima cosa bella                                         | Gewonnen |
| 2010 | Nastro d'Argento         | Beste vrouwelijke hoofdrol   | La prima cosa bella                                         | Gewonnen |
| 2009 | Nastro d'Argento         | Premio l'Orèal Professionnel | Questione di cuore                                          | Gewonnen |